# 타비테우에아

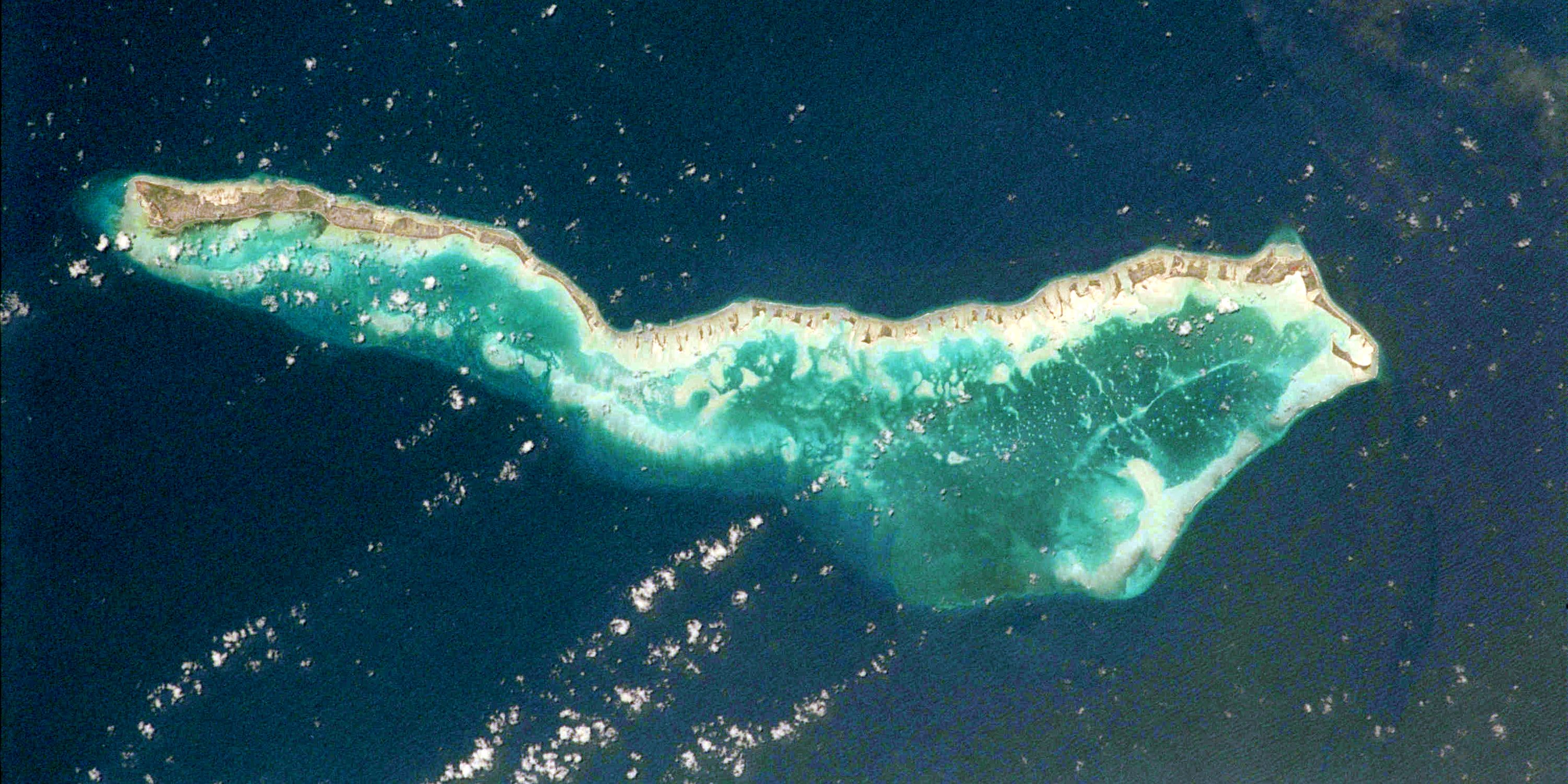
타비테우에아

타비테우에아(Tabiteuea, 구 명칭: Drummond's Island)는 태평양 중서부에 위치한 키리바시의 환초로, 길버트 제도에 속한다.